# Pensamiento Gonzalo

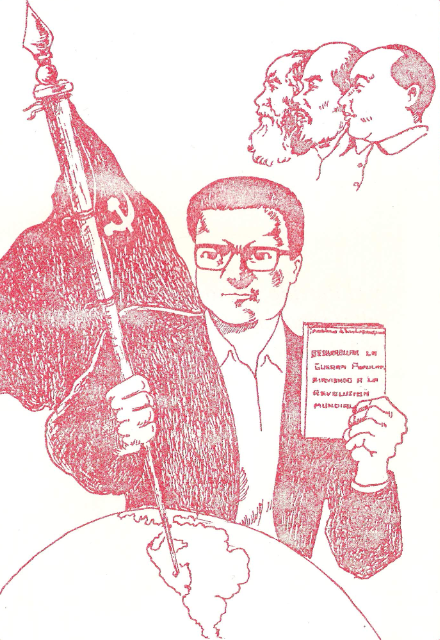
Ilustración de Abimael Guzmán como la «cuarta espada» del comunismo y sucesor antirrevisionista de Marx, Lenin y Mao. En la portada del panfleto se lee: «Desarrollar la guerra popular sirviendo a la revolución mundial»

El Pensamiento Gonzalo (o marxismo-leninismo-maoísmo-Pensamiento Gonzalo) es una doctrina ideológica desarrollada por Abimael Guzmán como interpretación de la realidad peruana en base al marxismo-leninismo-maoísmo. De corte antirrevisionista, el Pensamiento Gonzalo fue la base ideológica del Partido Comunista del Perú-Sendero Luminoso (PCP-SL) y detonante de la época del terrorismo que se vivió en Perú entre 1980 y 2000.
Tomando como base a Marx, Lenin, Mao y Mariátegui (y bajo la premisa de convertir el sistema de ideas en una ideología, «gonzalismo»), el término «pensamiento Gonzalo» proviene del alias usado por Abimael Guzmán, «camarada Gonzalo» y luego «presidente Gonzalo», considerado por sus seguidores como la «cuarta espada del marxismo» y, por ende, sucesor directo de Marx, Lenin y Mao. Aunque esta doctrina fue diseñada en torno a la situación social, política y cultural del Perú en aquel entonces, esta ideología fue adoptada por algunos movimientos de izquierda radical de otros países a través de diversas organizaciones partidarias de Guzmán.
El pensamiento Gonzalo se caracteriza por su carácter antidemocrático y autoritario. Intentó aplicarse en la práctica durante el conflicto interno por parte de militantes senderistas para poder implantar la autodenominada «República Popular de Nueva Democracia» a través de acciones terroristas para intimidar a la población. Tras la captura de Abimael Guzmán en 1992, Sendero Luminoso se dividió en diferentes facciones que se autodeclaraban partidarias de esta doctrina (entre ellos Sendero Rojo y el MOVADEF). Otras facciones senderistas, como el Militarizado Partido Comunista del Perú liderado por Víctor Quispe Palomino, rompieron con esta ideología y adoptaron otras corrientes políticas como el pensamiento Xi Jinping, volviendo a sus orígenes orientalistas.

## Desarrollo
Las figuras que inspiraron a Abimael Guzmán fueron Karl Marx, Engels, Lenin, Stalin,Mao Zedong y José Carlos Mariátegui, además del académico Efraín Morote Best (folclorista y padre del senderista Osmán Morote Barrionuevo), quien era rector en la Universidad Nacional de San Cristóbal de Huamanga (UNSCH) en Ayacucho.
Inicialmente, el pensamiento Gonzalo recibió el nombre de «pensamiento guía del camarada Gonzalo», luego «pensamiento guía del presidente Gonzalo» y, tras la celebración del Primer Congreso de Sendero Luminoso (desarrollado entre 1988 - 1989), adoptaría el nombre de «pensamiento Gonzalo».
Las bases del pensamiento Gonzalo son:
- El marxismo, desde el cual interpreta la lucha de clases y la dictadura del proletariado como realidades del mundo. Por ende, la revolución en un determinado lugar debía ser parte de la revolución mundial proletaria, a la que debía pertenecer y apoyar.[11][fuente cuestionable] Además de la creencia en la inevitabilidad del tránsito evolutivo que llevaría a las sociedades humanas del capitalismo al comunismo.[12]
- El leninismo, del cual adoptó la idea de que la revolución sería posible por obra de un partido constituido como una «máquina de guerra», conformado por una vanguardia de «cuadros» que serían a su vez la expresión más avanzada del proletariado mundial, destinados a instaurar la «dictadura del proletariado».[12]  Además, se asimila la interpretación del imperialismo como nueva etapa del capitalismo.[11][fuente cuestionable]
- El maoísmo, del cual recogió principalmente la experiencia de la Revolución China y el concepto de «guerra popular prolongada», al cual Guzmán otorgó la categoría de principio de validez «universal», junto a la «teoría de las contradicciones» de Mao, según la cual la lucha de contrarios estaría generalizada en todos los niveles de la materia, la sociedad y el pensamiento.[12]

Finalmente, el pensamiento Gonzalo une todo lo anterior y lo aplica a la realidad peruana como un desarrollo elaborado por Guzmán desde una interpretación del pensamiento de Mariátegui (siendo el pensamiento de Mariátegui considerado como «expresión política de la clase obrera peruana»). El pensamiento Gonzalo fue acogido por los seguidores de Guzmán como ideología oficial, en tanto sería «la única científica», una forma superior de apreciar la realidad. De esta forma, Guzmán, como líder del PCP-SL y elaborador de la ideología, era quien establecía la línea y estrategias a seguir a sus partidarios.
El término incluye no solamente los escritos de Guzmán, sino también toda la línea ideológica, política y militar aprobada por la dirigencia senderista. El periodista Gustavo Gorriti describe la forma en que, después de las primeras acciones armadas del PCP-SL, cada comité realizaba un balance escrito de lo aprendido y lo enviaba al Comité Central para ser sintetizado y esparcido a todo el aparato partidario para futuras acciones. 

## Fundamentos

### Antirrevisionismo
El pensamiento Gonzalo se apega a la línea antirrevisionista del marxismo considerando a los revisionistas como:
Un cáncer, un cáncer que tiene que ser implacablemente barrido, de otra forma no podremos avanzar en la revolución; y recuérdese lo que dijo Lenin, sintéticamente, hay que forjar en dos cuestiones, forjar en la violencia revolucionaria y forjar en la lucha implacable contra el oportunismo, contra el revisionismo.
De esta forma, se fomentaba la pureza ideológica y la adhesión completa a lo que era considerado la línea correcta dentro del marxismo.

### Uso de la violencia
El pensamiento Gonzalo llama al uso de la violencia y el fomento del odio de clases, mediante la denominada «guerra popular» y la «cuota de sangre». Para Abimael Guzmán:
En cuanto a la violencia partimos de un principio establecido por el presidente Mao Tse Tung: la violencia es una ley universal sin excepción alguna, quiero decir la violencia revolucionaria; esa violencia es la que nos permite resolver las contradicciones fundamentales con un ejército y a través de la guerra popular. Es una cuestión sustantiva del marxismo porque sin violencia revolucionaria no se puede sustituir una clase por otra, no se puede derrumbar un viejo orden para crear uno nuevo, un nuevo orden dirigido por el proletariado a través de partidos comunistas.
La violencia, como manifestación de la lucha de clases, era vista como un paso fundamental para derribar lo viejo posibilitando el surgimiento de una etapa superadora del capitalismo: el comunismo.

#### Las 4 formas de lucha y los 11 procedimientos
«Las 4 formas de lucha y los 11 procedimientos» fue un concepto desarrollado como parte de la estrategia de toma del poder y la implementación de la «República Popular». Este concepto fue diseñado en marzo de 1983 durante el Comité Central Ampliado de Sendero Luminoso donde se establecieron los siguientes 11 procedimientos: «acción guerrillera, contrarrestablecimientos, cosechas, arrasamientos, emboscadas, sabotaje al sistema vial, invalidar troncales, aeropuertos, guerra psicológica, hostigamiento para quebrar movimientos, terrorismo selectivo». Las 4 formas de lucha fueron: «propaganda armada, combate guerrillero, asesinato colectivo y sabotaje». El paro armado fue luego considerado una quinta forma de lucha y la suma de las cuatro anteriores.

### Instrumentalización de la educación
En el esquema del pensamiento Gonzalo, la educación tiene el papel de captación, propaganda y adoctrinamiento de las masas. De esta forma, se considera importante el control de los espacios universitarios para formar al alumnado universitario en el pensamiento Gonzalo y que estos puedan transmitir a las masas los postulados de Guzmán.

### Culto a la personalidad

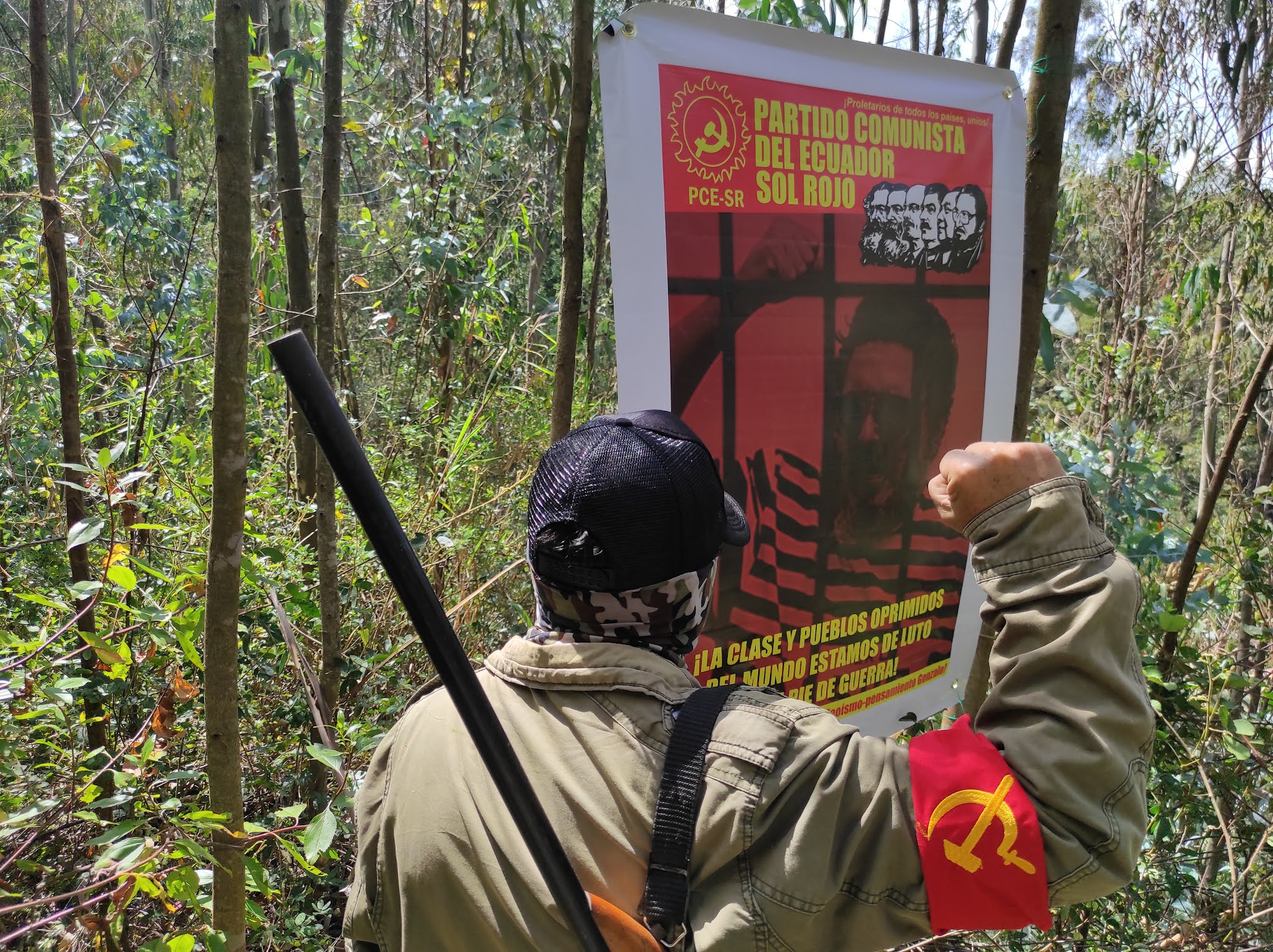
Miembro del Partido Comunista de Ecuador - Sol Rojo mostrando culto a la personalidad a Guzmán.

El culto a la personalidad alrededor de Abimael Guzmán era promovido por las huestes de Sendero Luminoso llegando al nivel del fanatismo. Cuando fue capturado Guzmán, debido a que este sustentaba la ideología, las huestes senderistas entraron en desorganización. A pesar de ello, una parte de sus seguidores se mantuvieron adheridos a él siguiendo sus nuevas directrices y estrategias.

### Anticapitalismo radical
El pensamiento Gonzalo categorizaba todo tipo de propiedad privada o comercio como capitalista, llegando a asesinar a mamíferos comestibles de los campesinos, destruir hidroeléctricas cerca a poblados, entre otros; la justificación era que todo esto eran instrumentos capitalistas. Este accionar fue comparado al ludismo británico del siglo XIX. Además, en base al Pensamiento Gonzalo se prohibía a los campesinos de tierras altas de comprar o vender, por el mismo hecho de considerarlo capitalista.

### Ajusticiamientos de clase
Para el pensamiento Gonzalo, toda aquel que estuviese relacionado o era señalado como parte del «Estado burgués», o colaborador de éste, merecía el ajusticiamiento, por lo cual se fomentó la crueldad en los asesinatos para lograr la obediencia de las masas.

### Revoluciones culturales permanentes
Inspirado Guzmán en la revolución cultural de Mao (que buscaba eliminar los restos de lo que era considerado elementos capitalistas y tradicionales de la sociedad china) se fundamentó desde el pensamiento Gonzalo permanentes «revoluciones culturales» que eliminaran lo que era considerado representativo de la sociedad anterior, «cambi[ara] las almas» e impidiera el retorno del capitalismo.

## Organismos relacionados

### En Perú
- Partido Comunista del Perú - Sendero Luminoso
  - Organismos generados
  - Facción acuerdista:
    - MOVADEF

  - Facción Pro-Seguir:
    - Sendero Rojo
    - Sendero Luminoso del Alto Huallaga

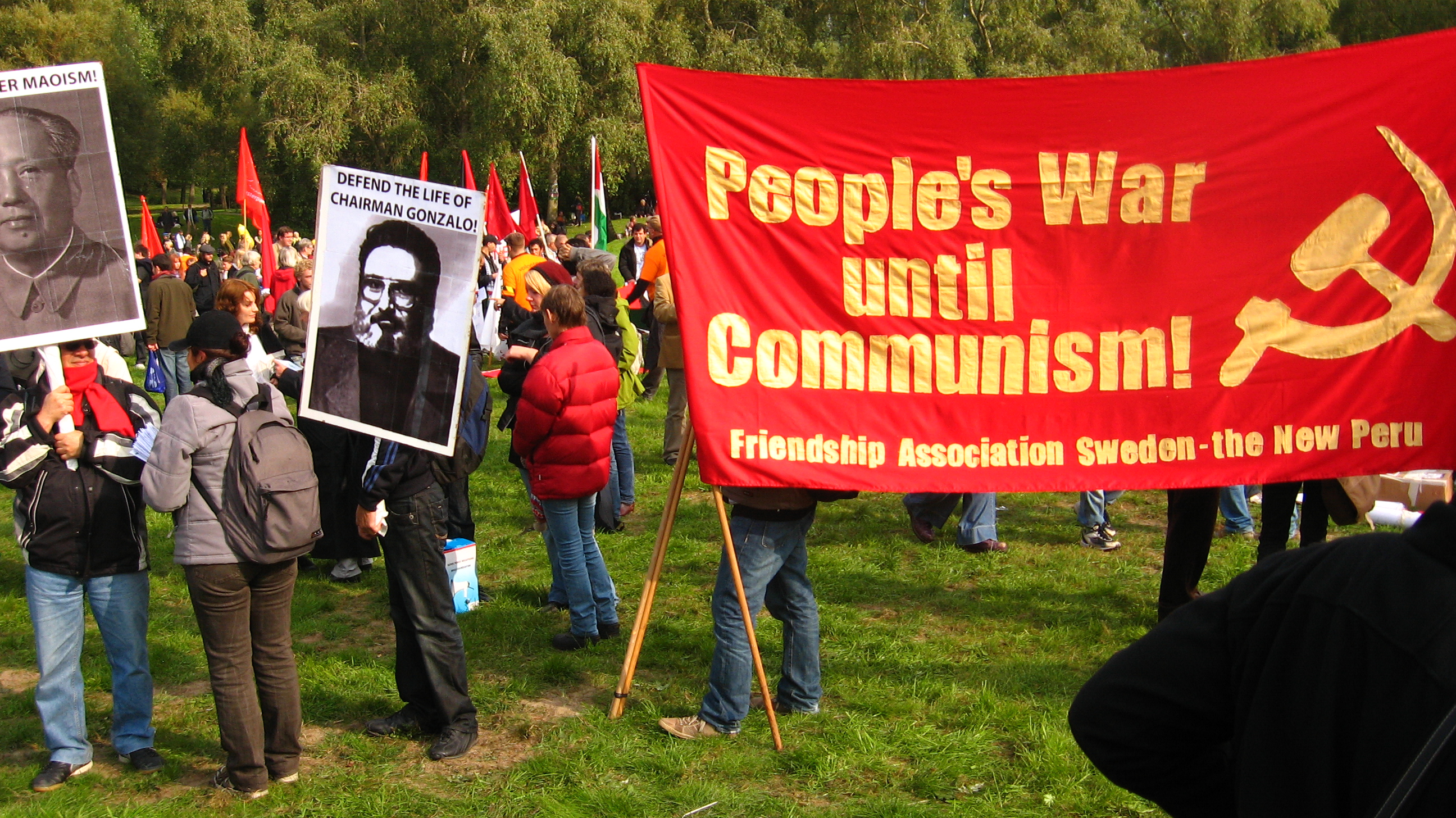
Manifestantes de la Asociación de Amistad - Nuevo Perú en Dinamarca, una organización que promueve el pensamiento Gonzalo a nivel internacional.

    - Comité Base Mantaro Rojo

### En el extranjero
- Asociación de Amistad - Nuevo Perú
- Fracción Roja del Partido Comunista de Chile
- Guardias Rojos (Estados Unidos)
- Partido Comunista de Brasil (Fracción Roja)
- Partido Comunista de Ecuador - Sol Rojo
- Partido Comunista Maoísta (España)
- Partido Comunista de Nepal (Centro Maoísta)
- Servir al Pueblo - Liga Comunista